# Justus D. Barnes
Justus D. Barnes (Little Falls, 2 de outubro de 1862  – Weedsport, 6 de fevereiro de 1946) foi um ator estadunidense.
Tornou-se muito conhecido pela participação realizada no curta-metragem The Great Train Robbery,de 1903, considerado pelo American Film Institute e para críticos de cinema e historiadores uma das películas que fundaram o gênero de western para o cinema.

## Biografia

### Primeiros anos
Barnes nasceu em Little Falls, cidade localizada no Condado de Herkimer, no estado de Nova Iorque. Filho de um imigrante escocês e de mãe nascida na cidade Nova Iorque.

### Carreira
Barnes atuou durante muitos anos em peças teatrais, enquanto sua estreia no cinema ocorreu com a estreia do curta-metragem The Great Train Robbery, de Edwin S. Porter, no ano de 1903. No final memorável do filme, Barnes aponta sua pistola para a câmera e dispara lentamente todos os seis tiros no espectador. The Great Train Robbery tornou-se um dos filmes comerciais mais bem-sucedidos e conhecidos do início da era do cinema mudo.
Em julho de 1908, Barnes foi contratado como ator na sociedade por ações da Edison Manufacturing Company, a produtora de filmes de propriedade de Thomas Edison. No ano de 1910, assinou contrato com a Thanhouser Company, produtora cinematográfica sediada na cidade de New Rochelle, localizada no interior do estado de Nova Iorque.
Consolidou-se na companhia e durante os anos de 1910 e 1917, Justus atuou em mais de setenta filmes para o Thanhouser, geralmente no papel de um vilão. Interpretou Ham Peggotty no curta-metragem David Copperfield de 1911, a primeira adaptação cinematográfica conhecida do romance de 1850 de Charles Dickens. Também desempenhou papéis coadjuvantes em Nicholas Nickleby (1912), Aurora Floyd (1912) e A Dog of Flanders (1914).
No ano de 1917, foi dispensado da Thanhouser Company devido aos problemas financeiros da empresa. Barnes fez sua última aparição nas telonas trabalhando para o estúdio da Edison Studio no filme Cy Whittaker's Ward, em 1917.

### Anos posteriores e morte
Após aposentar-se da atuação, Barnes mudou-se para Weedsport, interior de Nova Iorque, onde trabalhou como leiteiro. Mais tarde, tornou-se dono de uma loja de charutos.
Residente na cidade, Barnes morreu Weedsport aos oitenta e três anos de idade, em 16 de fevereiro de 1946. Seu corpo está enterrado no Cemitério Rural de Weedsport.

### Legado
No ano de 1998, sua icônica cena do tiro na plateia foi estampada em um selo postal em homenagem ao The Great Train Robbery.

## Filmografia
| Ano  | Título                            | Personagem                           | Notas                                    |
| ---- | --------------------------------- | ------------------------------------ | ---------------------------------------- |
| 1903 | The Great Train Robbery           | Bandido que atira contra a câmera    | Não-creditado                            |
| 1910 | Young Lord Stanley                | Pai                                  | Título alternativo: His Only Son         |
| 1911 | The Declaration of Independence   | Samuel Adams                         |                                          |
| 1911 | David Copperfield                 | Ham Peggotty                         |                                          |
| 1912 | On Probation                      | Velho viúvo rico                     |                                          |
| 1912 | Nicholas Nickleby                 | Tio de Nicholas, Ralph               |                                          |
| 1912 | The Baby Bride                    | Padre                                |                                          |
| 1912 | When Mandy Came to Town           | Pai                                  |                                          |
| 1912 | The Portrait of Lady Anne         | Pai de Lady Anne em 1770             |                                          |
| 1912 | Cousins                           | Fazendeiro                           |                                          |
| 1912 | The Voice of Conscience           | Médico                               | Creditado como Justice Barnes            |
| 1912 | Aurora Floyd                      | Pai de Aurora                        |                                          |
| 1912 | The Star of Bethlehem             | Gaspar, a Magi                       |                                          |
| 1912 | With the Mounted Police           | Policial                             |                                          |
| 1913 | When the Studio Burned            | Diretor                              |                                          |
| 1913 | While Mrs. McFadden Looked Out    | Sr. McFadden                         |                                          |
| 1913 | For Another's Sin                 | Bancário                             |                                          |
| 1913 | A Victim of Circumstances         | Pai                                  |                                          |
| 1913 | When Darkness Came                | Sócio sênior                         |                                          |
| 1913 | The Farmer's Daughters            | Pai                                  |                                          |
| 1913 | He Couldn't Lose                  | Green, o advogado                    |                                          |
| 1913 | A Beauty Parlor Graduate          | Tio Bill                             |                                          |
| 1913 | An Amateur Animal Trainer         | Pai de Belle                         |                                          |
| 1914 | Joseph in the Land of Egypt       |                                      |                                          |
| 1914 | Percy's First Holiday             |                                      | Não-creditado                            |
| 1914 | A Leak in the Foreign Office      | Abdool, companheiro afegão de Trevor |                                          |
| 1914 | A Can of Baked Beans              | Sr. Morton                           |                                          |
| 1914 | Their Best Friend                 | Pai de Jack                          |                                          |
| 1914 | Cardinal Richelieu's Ward         | Huguet                               | Creditado como Justus Barnes             |
| 1914 | A Debut in the Secret Service     | Abdul                                |                                          |
| 1914 | The Infant Heart Snatcher         | Juíz                                 |                                          |
| 1914 | The Mohammedan's Conspiracy       | Abdul                                |                                          |
| 1914 | A Dog of Flanders                 | Miller, o rico                       | Filme perdido                            |
| 1914 | From the Shadows                  | Gerente de palco                     | Título alternativo: Out of the Shadows   |
| 1914 | His Enemy                         | John Baird                           |                                          |
| 1914 | The Harlow Handicap               | George Carnes                        |                                          |
| 1914 | Arty, the Artist                  | Sr. Miles, pai de May                |                                          |
| 1914 | Gold                              | Valentão                             |                                          |
| 1914 | The Mettle of a Man               | John Ross                            |                                          |
| 1914 | The Harvest of Regrets            | Sr. Sheldon                          |                                          |
| 1914 | The Diamond of Disaster           | Bandido                              |                                          |
| 1914 | Lucy's Elopement                  | Ezra Jenkins                         |                                          |
| 1915 | The Home of Silence               | Pai de Ralph                         |                                          |
| 1915 | Helen Intervenes                  | Gerente de loja                      |                                          |
| 1915 | The Smuggled Diamond              | Chefe do serviço secreto             |                                          |
| 1915 | The Adventure of Florence         | Sr. Clark, pai de Florence           |                                          |
| 1915 | The Final Reckoning               | Juiz Granger                         |                                          |
| 1915 | Bianca Forgets                    | Pai de Bianca                        |                                          |
| 1915 | Love and Money                    | O pai do pretendente americano       |                                          |
| 1915 | The Heart of the Princess Marsari | Tio Rico de Paul                     |                                          |
| 1915 | God's Witness                     | Juiz                                 | Filme perdido                            |
| 1915 | Bud Blossom                       | Avô de Bud                           |                                          |
| 1915 | The Country Girl                  | O Escudeiro, seu Guardião            |                                          |
| 1915 | Old Jane of the Gaiety            | Coreógrafo                           |                                          |
| 1915 | His Two Patients                  | Ferreiro                             |                                          |
| 1915 | The Marvelous Marathoner          | Ewing Webster                        |                                          |
| 1915 | Snapshots                         | Henry Spear, o editor                |                                          |
| 1915 | From the River's Depths           | Sr. William Hewins, pai de Dorothy   | Título alternativo: A Call from the Dead |
| 1915 | Weary Walker's Woes               | Advogado                             |                                          |
| 1915 | Mr Meeson's Will                  | Sr. Meeson                           |                                          |
| 1916 | Outwitted                         | O contratante                        |                                          |
| 1916 | Fear                              | Jasper                               |                                          |
| 1916 | Arabella's Prince                 | Príncipe                             |                                          |
| 1917 | Her Life and His                  | Chefe de polícia                     |                                          |
| 1917 | Hinton's Double                   | Detetive Denton                      |                                          |
| 1917 | The Candy Girl                    | Oficial Quinn                        |                                          |
| 1917 | An Amateur Orphan                 | Pai de Dave                          | Creditado como Justus Barnes             |
| 1917 | It Happened to Adele              | Tio Vincent                          |                                          |
| 1917 | Cy Whittaker's Ward               | Simmons                              | Creditado como J.D. Barnes               |